# ソムバット・ソムポーン
ソムバット・ソムポーン（Sombath Somphone, ラーオ語: ສົມບັດ ສົມພອນ, 発音 [sǒm.bǎt sǒm.pʰɔ́ːn]; 1952年2月17日 - ）は、ラオスの社会活動家。

## 来歴
カムムアン県の農村に生まれる。ハワイ大学に留学し、教育学士、農学修士を取得。ラオス内戦が終わりラオス人民民主共和国が成立すると帰国し、農業普及活動に従事した。ラオスの持続可能な発展と貧困削減活動への功績から2005年にマグサイサイ賞（社会指導部門）を受賞。
2012年12月15日18時3分、警察官に停車を命じられた後、身元不明の男たちにより警察の検問所に連れ込まれ行方不明になった。事件の背景には、11月にラオスで開かれた国際会議（ソムバット自身も運営委員を務めた）で土地問題や汚職といった政府にとって不都合なテーマが議題に上がり、結果として政府が市民団体を敵視するようになったということがある。
ラオスをはじめ東南アジアでは人権活動家が当局に拉致されたとみられる事件が後を絶えず、こうした問題は「強制失踪」とも呼ばれている。